# سبدنشین نالان
سبدنشین نالان (نام علمی: Cisticola lais) نام یک گونه از سرده سبدنشین است.